# Joe Mande
Joseph Mande, detto Joe (Albuquerque, 16 marzo 1983), è un comico, attore, sceneggiatore, produttore televisivo e autore televisivo statunitense, vincitore di un Premio Emmy.

## Biografia
Joe Mande è nato nel 1983 ad Albuquerque, nel Nuovo Mexico.  All'età di dieci anni, si è trasferito a Saint Paul in Minnesota, dove si è diplomato presso la Saint Paul Central High School nel 2001. Successivamente, ha frequentato l'Emerson College di Boston. Ha iniziato la sua carriera creando il sito web Look at this Fucking Hipster e apparendo in diversi programmi televisivi, come The Half Hour, Best Week Ever e Conan. Ha inoltre scritto le ultime tre stagioni della serie Parks and Recreation, oltre alla serie sketch di Comedy Central Kroll Show e la serie televisiva Delocated. Nel 2017 ha recitato nel film The Disaster Artist di James Franco. Nel 2024 ha vinto il Premio Emmy alla miglior serie commedia per aver prodotto Hacks.

## Filmografia

### Attore

#### Cinema
- Yeti: A Love Story, regia di Adam Deyoe e Eric Gosselin (2006)
- The Interview, regia di Evan Goldberg e Seth Rogen (2014)
- The Disaster Artist, regia di James Franco (2017)

#### Televisione
- Kroll Show - serie TV, 2 episodi (2013)
- Parks and Recreation - serie TV, 6 episodi (2012-2015)
- Brooklyn Nine-Nine - serie TV, 2 episodi (2014-2016)
- Modern Family - serie TV, 13 episodi (2015-2017)
- Love - serie TV, episodio 1x04 (2016)
- The Good Place - serie TV, 6 episodi (2017-2020)
- Hacks - serie TV, 5 episodi (2021-2024)
- La pazza storia del mondo, Parte II (History of the World, Part II) - serie TV, episodio 1x03 (2023)
- Running Point - serie TV, episodio 1x07 (2025)

### Doppiatore
- Animals. - serie animata, episodio 1x02 (2016)
- Our Cartoon President - serie animata, 2 episodi (2020)

### Sceneggiatore
- MTV Movie Awards 2010 - programma TV (2010)
- The 2011 Comedy Awards - programma TV (2011)
- Delocated - serie TV, 4 episodi (2012)
- The Half Hour - programma TV, episodio 1x09 (2012)
- NTSF:SD:SUV:: - serie TV, episodio 2x11 (2012)
- Funny as Hell - programma TV, episodio 3x03 (2013)
- Parks and Recreation - serie TV, 6 episodi (2013-2015)
- Kroll Show - serie TV, 25 episodi (2013-2015)
- Master of None - serie TV, episodio 1x05 (2015)
- The Good Place - serie TV, 6 episodi (2016-2019)
- Forever - serie TV, episodio 1x03 (2018)
- Independent Spirit Awards 2020 - programma TV (2020)
- A Parks and Recreation Special, regia di Morgan Sackett - speciale TV (2020)
- Hacks - serie TV, 3 episodi (2022-2025)
- Running Point - serie TV, episodio 1x05 (2025)

### Produttore
- Master of None - serie TV, 7 episodi (2015)
- The Good Place - serie TV, 50 episodi (2016-2020)
- Forever - serie TV, 8 episodi (2018)
- Hacks - serie TV, 37 episodi (2021-2025)
- Running Point - serie TV, 10 episodi (2025)

## Premi e riconoscimenti
- Premio Emmy
  - 2019 - Candidatura alla miglior serie commedia per The Good Place
  - 2020 - Candidatura alla miglior serie commedia per The Good Place
  - 2021 - Candidatura alla miglior serie commedia per Hacks
  - 2022 - Candidatura alla miglior serie commedia per Hacks
  - 2024 - Miglior serie commedia per Hacks